# Danukusuman
Danukusuman is een bestuurslaag in het regentschap Surakarta van de provincie Midden-Java, Indonesië. Danukusuman telt 7957 inwoners (volkstelling 2010).